# Старезний дід та його онук

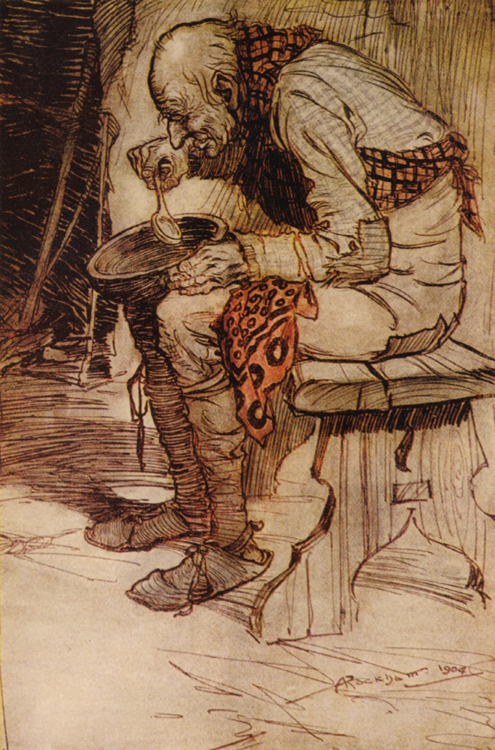
Старезний дід

«Старезний дід та його онук» (нім. Der alte Großvater und der Enkel) — казка, опублікована братами Грімм у збірці «Дитячі та сімейні казки» (1812, том 1, казка 78). Згідно з класифікацією казкових сюжетів Аарне-Томпсона має номер 980B: «Дерев'яна мисочка».

## Сюжет
Один старий-пристарий дід був настільки старим, що насилу міг тримати ложку в руках і обляпував все навколо. Це дуже дратувало сина та невістку, які зрештою посадили його в закуток біля печі та дали йому малу мисочку, з якої важко було наїстися до сита. Одного дня його глиняна мисочка розбилася і йому купили дерев'яну. Дід тяжко терпів усі приниження.
Одного дня чоловік і жінка побачили свого маленького сина, що складав якісь дощечки до купи. Коли ж запитали його, що він робить, то син відповів, що робить коритце з якого вони будуть їсти, коли той виросте. Чоловіку і жінці стало встидно і відтоді дід їв з усіма за столом, хоч і трохи розхлюпував юшку.

## Варіанти
Інші казки цього типу описують різні покарання, які онук готує своєму батьку: змушення тата спати у стайні під половиною покривала, запрошення носія, аби той виніс батька і покинув його десь, або навіть вбив тощо . В оповідках середньовічної Європи, сина часто посилали по покривало, але той повертався з половинкою, виправдовуючись, що другу половину він приготував для свого батька . У азійських версіях казки, чоловік часто плете кошик, в якому він зможе кинути свого старого батька в річку, а малий син просить його повернути кошик, щоб одного дня і він міг викинути його в річку.